# Copa del Mundo de Skeleton 2018–19
La Copa del Mundo de Skeleton 2018–19 es una serie de varias carreras durante una temporada en Skeleton. La temporada empieza el 8 de diciembre de 2018 en Sigulda, Letonia, y concluye el 24 de febrero de 2019 en Calgary, Canadá. La Copa del Mundo está organizada por la IBSF (antiguamente la FIBT), que también organiza Copas del Mundo y Campeonatos en bobsleigh. La temporada es patrocinada principalmente por BMW.

## Calendario
| Lugar       | Fecha                    |
| Sigulda     | 8–9 de diciembre de 2018 |
| Winterberg  | 14 de diciembre de 2018  |
| Altenberg   | 4 de enero de 2019       |
| Königssee   | 11 de enero de 2019      |
| Igls        | 18 de enero de 2019      |
| St. Moritz  | 25 de enero de 2019      |
| Lake Placid | 15–16 de febrero de 2019 |
| Calgary     | 23–24 de febrero de 2019 |

## Resultados

### Hombres
| Evento      | Oro                                | Tiempo                             | Plata                              | Tiempo                             | Bronce                             | Tiempo                             |
| Sigulda     | Nikita Tregúbov                    | 1:41,87 (50,81 / 51,06)            | Martins Dukurs                     | 1:42,24 (51,17 / 51,07)            | Yun Sung-bin                       | 1:42,40 (51,22 / 51,18)            |
| Winterberg  | Alexandr Tretiakov                 | 1:52,07 (56,11 / 55,96)            | Axel Jungk                         | 1:52,90 (56,69 / 56,21)            | Yun Sung-bin                       | 1:52,91 (56,55 / 56,36)            |
| Altenberg   | Alexandr Tretiakov                 | 1:55,09 (57,09 / 58,00)            | Yun Sung-bin                       | 1:55,66 (57,58 / 58,08)            | Nikita Tregúbov                    | 1:55,93 (57,64 / 58,29)            |
| Königssee   | cancelado debido a continua nevada | cancelado debido a continua nevada | cancelado debido a continua nevada | cancelado debido a continua nevada | cancelado debido a continua nevada | cancelado debido a continua nevada |
| Igls        | Martins Dukurs                     | 1:46,17 (53,02 / 53,15)            | Yun Sung-bin                       | 1:46,45 (53,24 / 53,21)            | Axel Jungk                         | 1:46,46 (53,24 / 53,22)            |
| St. Moritz  | Yun Sung-bin                       | 2:15,96 (1:08,20 / 1:07,76)        | Alexandr Tretiakov                 | 2:16,16 (1:08,53 / 1:07,63)        | Nikita Tregúbov                    | 2:16,23 (1:08,50 / 1:07,73)        |
| Lake Placid | Alexandr Tretiakov                 | 1:47,19 (53,47 / 53,72)            | Martins Dukurs                     | 1:47,33 (53,58 / 53,75)            | Yun Sung-bin                       | 1:47,44 (53,71 / 53,73)            |
| Calgary 1   | Alexandr Tretiakov                 | 1:51,35 (55,85 / 55,50)            | Yun Sung-bin                       | 1:51,48 (56,08 / 55,40)            | Martins Dukurs                     | 1:51,51 (55,89 / 55,62)            |

### Mujeres
| Evento      | Oro                                | Tiempo                                          | Plata                              | Tiempo                             | Bronce                             | Tiempo                             |
| Sigulda     | Yelena Nikítina                    | 1:45,12 (52,51 / 52,69)                         | Elisabeth Maier                    | 1:45,42 (52,83 / 52,59)            | Tina Hermann                       | 1:45,60 (52,77 / 52,83)            |
| Winterberg  | Jacqueline Lölling                 | 1:55,16 (57,61 / 57,55)                         | Tina Hermann                       | 1:55,83 (57,96 / 57,87)            | Janine Flock                       | 1:55,86 (57,97 / 57,89)            |
| Altenberg   | Yelena Nikítina                    | 1:57,42 (58,59 / 58,83)                         | Jacqueline Lölling                 | 1:57,79 (58,74 / 59,05)            | Yulia Kanakina                     | 1:58,39 (58,19 / 59,20)            |
| Königssee   | cancelado debido a continua nevada | cancelado debido a continua nevada              | cancelado debido a continua nevada | cancelado debido a continua nevada | cancelado debido a continua nevada | cancelado debido a continua nevada |
| Igls        | Janine Flock                       | 1:48,64 (54,34 / 54,30)                         | Yelena Nikítina                    | 1:49,07 (54,43 / 54,64)            | Jacqueline Lölling                 | 1:49,09 (54,53 / 54,56)            |
| St. Moritz  | Mirela Rahneva                     | 2:17,77 (1:09,22 / 1:08,55)                     | Yelena Nikítina                    | 2:18,00 (1:09,11 / 1:08,89)        | Jacqueline Lölling                 | 2:18,63 (1:09,56 / 1:09,07)        |
| Lake Placid | Jacqueline Lölling Yelena Nikítina | 1:50,59 (55,07 / 55,52) 1:50,59 (54,87 / 55,72) |                                    |                                    | Kendall Wesenberg                  | 1:51,10 (55,15 / 55,95)            |
| Calgary 1   | Mirela Rahneva                     | 1:54,52 (57,38 / 57,14)                         | Tina Hermann                       | 1:54,98 (57,74 / 57,24)            | Elisabeth Maier                    | 1:55,20 (57,75 / 57,45)            |
| Calgary 2   | Tina Hermann                       | 1:57,39 (58,97 / 58,42)                         | Mirela Rahneva                     | 1:57,52 (58,94 / 58,58)            | Laura Deas                         | 1:57,68 (59,26 / 58,42)            |